# Ron DeSantis
Pour les articles homonymes, voir DeSantis.
Ronald Dion DeSantis, dit Ron DeSantis, né le 14 septembre 1978 à Jacksonville (Floride), est un homme politique américain, membre du Parti républicain.
Militaire et avocat de profession, il est initialement proche du mouvement libertarien Tea Party.
De 2013 à 2018, il est élu du 6e district congressionnel de Floride à la Chambre des représentants des États-Unis. Il appartient au groupe ultraconservateur Freedom Caucus.
Il est élu gouverneur de Floride de justesse en 2018 face au démocrate Andrew Gillum, puis est largement réélu en 2022. En tant que gouverneur, il refuse de restreindre les libertés contre le Covid-19, réduit les dépenses publiques, facilite le port d'armes et s'affiche en adversaire résolu du « wokisme ».
En mai 2023, il annonce sa candidature aux primaires républicaines pour l'élection présidentielle de 2024. Il retire sa candidature en janvier 2024 après être arrivé en deuxième position lors du caucus de l'Iowa, derrière l’ancien président Donald Trump, auquel il se rallie.

## Situation personnelle

### Famille
Né le 14 septembre 1978 à Jacksonville, en Floride, de Ronald DeSantis, installateur de télévisions, et Karen Rogers, infirmière, il est d'origine italienne. Ses huit arrière-grands-parents sont tous nés en Italie, originaires de villages situés dans les provinces de Avellino (Castelfranci), Campobasso (Castelbottaccio), Caserte (Sessa Aurunca) et L'Aquila (Bugnara, Cansano, Pacentro et Pratola Peligna),.
Il a une sœur, Christina Marie DeSantis, qui travaillait comme consultante pour KPMG. Elle meurt au Royaume-Uni en 2015 à l'âge de trente ans.

### Vie privée
Ron DeSantis est catholique. Depuis 2010, il est marié avec Jill Casey Black, qui était animatrice d'émission télévisée dans les médias. Le couple a trois enfants.

### Études et carrière professionnelle
Après des études d'histoire à l'université Yale, il devient pendant un an coach sportif et professeur d'histoire dans un lycée privé de Géorgie.
Il intègre ensuite la faculté de droit de Harvard et en sort diplômé en 2005.
Ron DeSantis s'engage dans l'armée à partir de 2004, et il est conseiller juridique pour la Marine américaine. Il est notamment envoyé en Irak en 2007. Il la quitte en 2010 tout en restant réserviste. Il devient notamment rédacteur dans des journaux conservateurs.

## Parcours politique

### Représentant des États-Unis

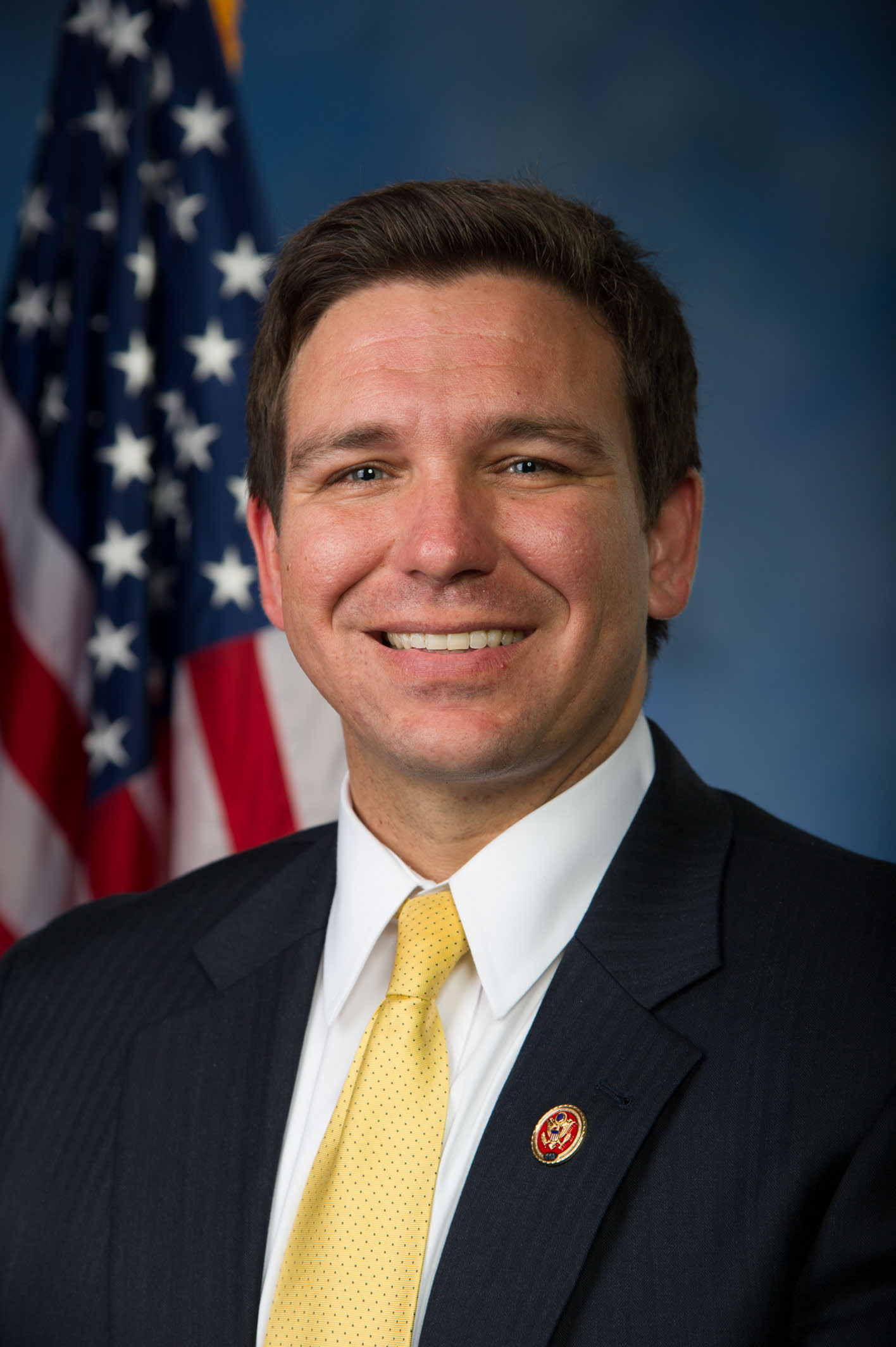
Portrait officiel de Ron DeSantis en tant que représentant des États-Unis (2013).

Lors des élections de 2012, il est candidat à la Chambre des représentants des États-Unis dans le 6e district de Floride. Il remporte la primaire républicaine avec 39 % des voix, son plus proche adversaire, Fred Costello, étant à 23 %. Il est élu représentant avec 57,2 % des suffrages face à la démocrate Heather Beaven. Il est réélu pour un deuxième mandat en 2014, réunissant 62,5 % des voix.
Il annonce en mai 2015 sa candidature à l'élection sénatoriale de 2016, pour succéder à Marco Rubio, qui se présente aux primaires présidentielles républicaines. Après son retrait des primaires, Rubio décide — contrairement à ce qu'il avait auparavant annoncé — de se représenter au Sénat. DeSantis choisit alors d'être candidat à un nouveau mandat à la Chambre des représentants. En raison d'un redécoupage des circonscriptions, son domicile de Ponte Vedra Beach passe dans le 4e district. Il se représente cependant dans le 6e district, où résident la plupart de ses électeurs. Il déménage en conséquence dans le comté de Flagler. Lors de la primaire républicaine, il doit à nouveau affronter Fred Costello, ainsi que G. G. Galloway, qui sont déjà candidats avant son retour dans la circonscription. Il arrive largement en tête avec 61 % des suffrages. Il remporte un troisième mandat face au démocrate Bill McCullough en novembre 2016, avec 59 % des voix.

### Gouverneur de Floride

#### Élection
En décembre 2017, Donald Trump fait savoir sur Twitter qu'il pense que DeSantis ferait « un grand gouverneur de Floride ». Plusieurs milliardaires républicains, tels que Sheldon Adelson ou Rebekah Mercer, lui apportent alors leur soutien. Le 5 janvier 2018, DeSantis annonce officiellement sa candidature au poste de gouverneur de Floride sur la chaîne Fox News, où il intervient fréquemment. Il remporte la primaire républicaine avec près de vingt points d'avance sur le commissaire à l'Agriculture de Floride Adam Putnam. Le 10 septembre suivant, il démissionne de son poste de représentant pour se consacrer à sa campagne. Au soir de l'élection, le 6 novembre, déjouant la plupart des pronostics et des sondeurs, il bat son adversaire démocrate, Andrew Gillum, le maire de Tallahassee.

#### Début de mandat
Durant ses premiers mois en fonction, DeSantis pousse des réformes populaires en Floride : l'extension des chèques éducation, la protection de l'environnement, notamment via la lutte contre l'efflorescence algale et l'interdiction de la fracturation hydraulique dans les Everglades, la légalisation du cannabis médical ou encore l'importation de médicaments en provenance du Canada ; seul son soutien à une loi visant à armer les enseignants fait débat. En février 2020, entre 58 % et 65 % des électeurs approuvent son action comme gouverneur. Il est alors l'un des dix gouverneurs les plus populaires du pays.

#### Pandémie de Covid-19

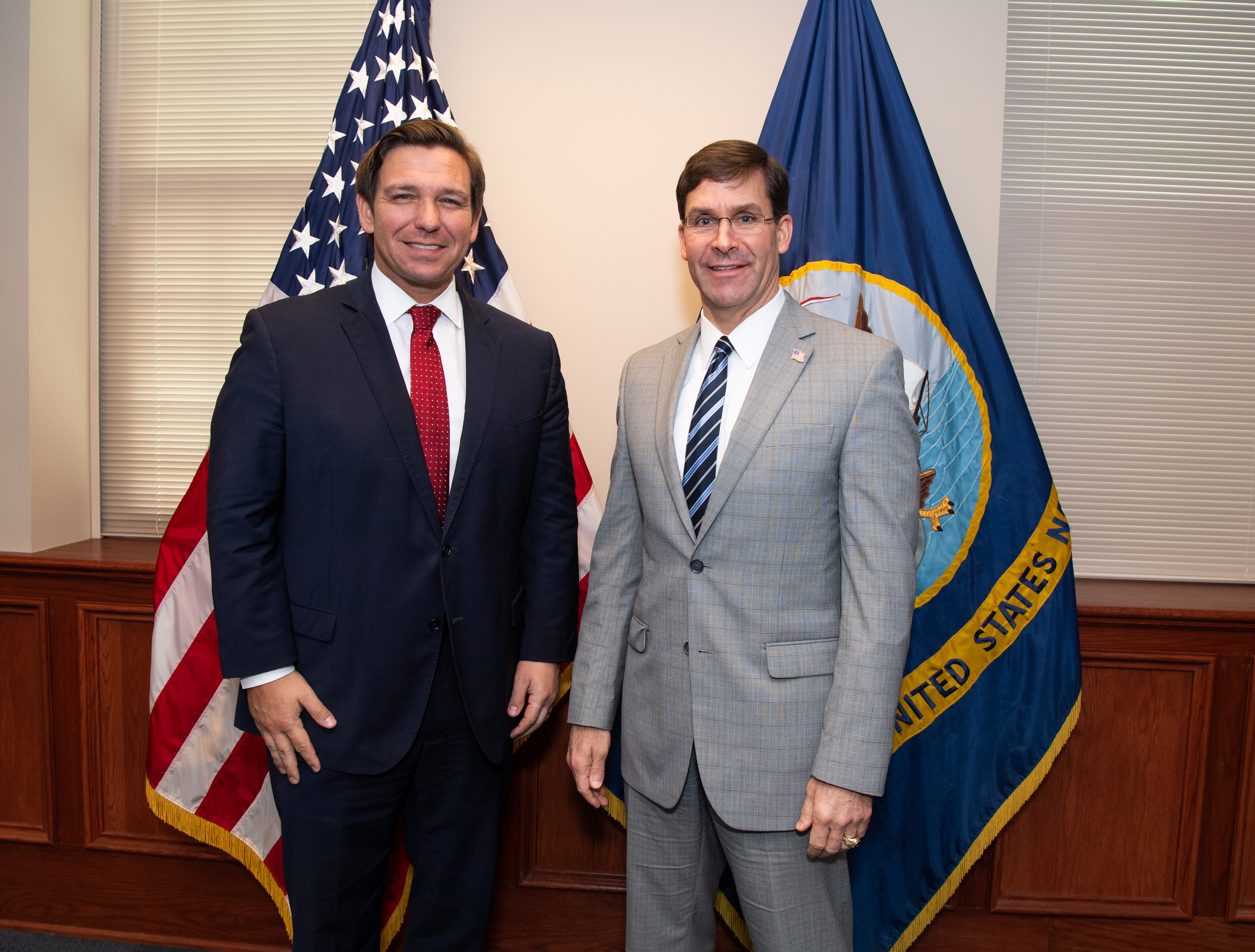
Ron DeSantis avec le secrétaire à la Défense des États-Unis, Mark Esper, en 2020.

En 2020, aux débuts de la pandémie de Covid-19, il tarde à ordonner un confinement, la Floride étant dépendante des revenus issus du secteur touristique. Critiqué pour sa réponse désordonnée face à l’épidémie, il est alors l'un des rares gouverneurs du pays à voir sa popularité décliner au début de la crise sanitaire.
Cependant, contrairement aux États dirigés par les démocrates, qui mettent en place des confinements sévères, il ne favorise pas des mesures aussi strictes. Le taux de mortalité lié à la maladie en Floride (qui compte pourtant le plus fort taux de retraités et de personnes âgées) est notamment inférieur à celui de l'État de New York dirigé par le démocrate Andrew Cuomo et l'économie se porte également nettement mieux. Cependant, certains États ayant imposé de fortes restrictions ont un taux de mortalité plus faible que la Floride, comme la Californie,, tandis que des experts estiment que les différences entre les États, notamment en matière de pauvreté, de densité et de climat, rendent des comparaisons difficiles.
En décembre 2022, DeSantis demande à la Cour suprême de l'État de Floride de mettre en place un grand jury pour enquêter sur les crimes et les torts causés par les vaccins contre la Covid-19, et en particulier, sur de potentiels effets secondaires cachés par les entreprises pharmaceutiques ainsi que sur des manipulations de l'opinion des professionnels de la santé. Il crée aussi un Public Health Integrity Committee, comprenant de nombreux opposants au confinement, à la vaccination des enfants et aux exigences fédérales de vaccination pour contre-carrer le Centre pour le contrôle et la prévention des maladies (CDC). Les termes de sa demande à la Cour suprême sont jugés flous et Anthony Fauci, conseiller médical de la Maison-Blanche, critique la politisation de la question vaccinale, estimant que les vaccins ont sauvé la vie d'environ 3,2 millions d'Américains pendant la pandémie de Covid-19,,.

#### Réélection aisée en 2022
Le 8 novembre 2022, Ron DeSantis est réélu gouverneur de Floride avec plus de 59 % des voix, face à son adversaire démocrate Charlie Crist. Il l'emporte de près de 20 points sur Charlie Crist, une avance inédite dans cet État depuis 40 ans. Dans un discours qu’il donne quelques minutes après l’annonce de sa victoire, il déclare que cette élection « redéfinit la carte politique » et estime que pour lui « le combat ne fait que commencer ».

### Primaires présidentielles républicaines de 2024

#### Hausse de sa popularité au sein du Parti républicain
À partir de 2021, Ron DeSantis est souvent décrit comme possible candidat du Parti républicain à l'élection présidentielle de 2024,. 
Alors qu'il se présente comme héritier politique de Donald Trump après la défaite de ce dernier à l'élection présidentielle de 2020, il bénéficie d'une bonne image au sein de l'électorat républicain, notamment en raison de sa gestion lors de la pandémie de Covid-19,. En 2021, Donald Trump déclare que s'il devait se présenter à l'élection présidentielle de 2024, il envisagerait certainement de choisir Ron DeSantis comme candidat à la vice-présidence, soulignant qu'il est « l'un de ses amis » et qu'il a accompli « un travail génial en tant que gouverneur ». Dans l'hypothèse où l'ancien président renoncerait à briguer un second mandat, les sondages placent régulièrement DeSantis en tête des intentions de vote aux primaires républicaines,. 
Mais ses rapports personnels avec Donald Trump se détériorent progressivement, dès lors qu'il apparaît de plus en probable que les deux hommes brigueront tous deux l'investiture républicaine. L'ancien président commence alors à critiquer DeSantis en privé, allant même jusqu'à le décrire comme « ingrat et sans personnalité ». Des proches de Trump l'attaquent alors en des termes injurieux sur les réseaux sociaux et lui conseillent de « rester en Floride »,. 

#### Annonce de candidature et difficultés de campagne
Le 24 mai 2023, Ron DeSantis annonce sa candidature aux primaires présidentielles républicaines, transmettant son dossier à la Commission électorale fédérale. Quelques heures auparavant, il a signé un projet de loi abrogeant l'obligation de démissionner de son mandat de gouverneur s'il lançait une campagne présidentielle,.

Logo de Ron DeSantis pour l'élection présidentielle de 2024.

Il se déclare candidat dans un entretien avec le directeur général de Twitter, Elon Musk, l'un de ses soutiens,. Son annonce sur Twitter rencontre d'importants problèmes techniques. Son lancement de campagne est moqué par Donald Trump et le président en exercice, Joe Biden, et ce alors qu'il a perdu de beaucoup de sa popularité après sa réélection comme gouverneur de l'État de Floride six mois plus tôt,. Sa déclaration de candidature est qualifiée d'échec par certains observateurs.
Les premiers mois de sa campagne ne permettent pas à DeSantis de remonter dans les sondages. Les mesures sur lesquelles il fait campagne (opposition au mouvement woke, restriction du droit à l'avortement...) ne semblent pas attirer les électeurs républicains. Par ailleurs, il multiplie les maladresses et sa personnalité jugée terne ne lui permet pas de convaincre les militants républicains. Dans son État de Floride, il accuse même un retard de vingt points sur Trump dans les enquêtes d'opinion. En août 2023, il a déjà dû licencier plus d'un tiers de ses collaborateurs de campagne. Néanmoins, il obtient des dizaines de millions de dollars de financement entre mai et juillet, bénéficiant notamment de l'appui des républicains de Wall Street qui cherchent une alternative à Donald Trump,,,.
Lors du caucus de l'Iowa du 15 janvier 2024, DeSantis arrive en deuxième position avec 21,2 % des voix (et 9 délégués sur 40), loin derrière Donald Trump (51 % des voix et 20 délégués) mais devant Nikki Haley (19,1 % des voix et 8 délégués). Avec la large victoire de Trump, DeSantis est sous pression d'une partie des républicains, comme le conseil de la rédaction du Wall Street Journal, qui lui demande d'abandonner sa campagne pour laisser Nikki Haley affronter Trump seule. Confronté à des sondages qui le placent à 4 ou 6 % dans la primaire du New Hampshire (prévue le 23 janvier), DeSantis décide de ne plus faire campagne dans cet État mais de se concentrer sur la primaire de la Caroline du Sud (en) (qui se déroulera le 24 février) et de licencier une partie de son équipe,,.

#### Abandon et soutien à Donald Trump
Le 21 janvier 2024, deux jours avant la primaire du New Hampshire, Ron DeSantis annonce arrêter sa campagne et apporte son soutien à Donald Trump,.

## Prises de position

### Ligne politique
Ron DeSantis est considéré comme un républicain conservateur et nationaliste. Initialement proche du Tea Party, il est membre du groupe parlementaire Freedom Caucus au Congrès,.
En Suisse, Le Temps estime qu'il « est un pur produit d’un Parti républicain qui s’est radicalisé » et qu'il est « un Donald Trump en miniature, le charisme en moins » ; selon le quotidien, sur « les questions raciales, la sexualité, les armes, Ron DeSantis incarne une politique ultra-conservatrice » et « engagé dans une « guerre culturelle » sur tous les fronts, il se targue de faire de la Floride le « tombeau du wokisme » ». Pour Joshua Chaffin du Financial Times, c'est Donald Trump mais « avec un cerveau, et sans le chaos ». Les démocrates américains le considèrent généralement comme plus dangereux que Trump car plus radical sur la plupart des sujets.

### Donald Trump

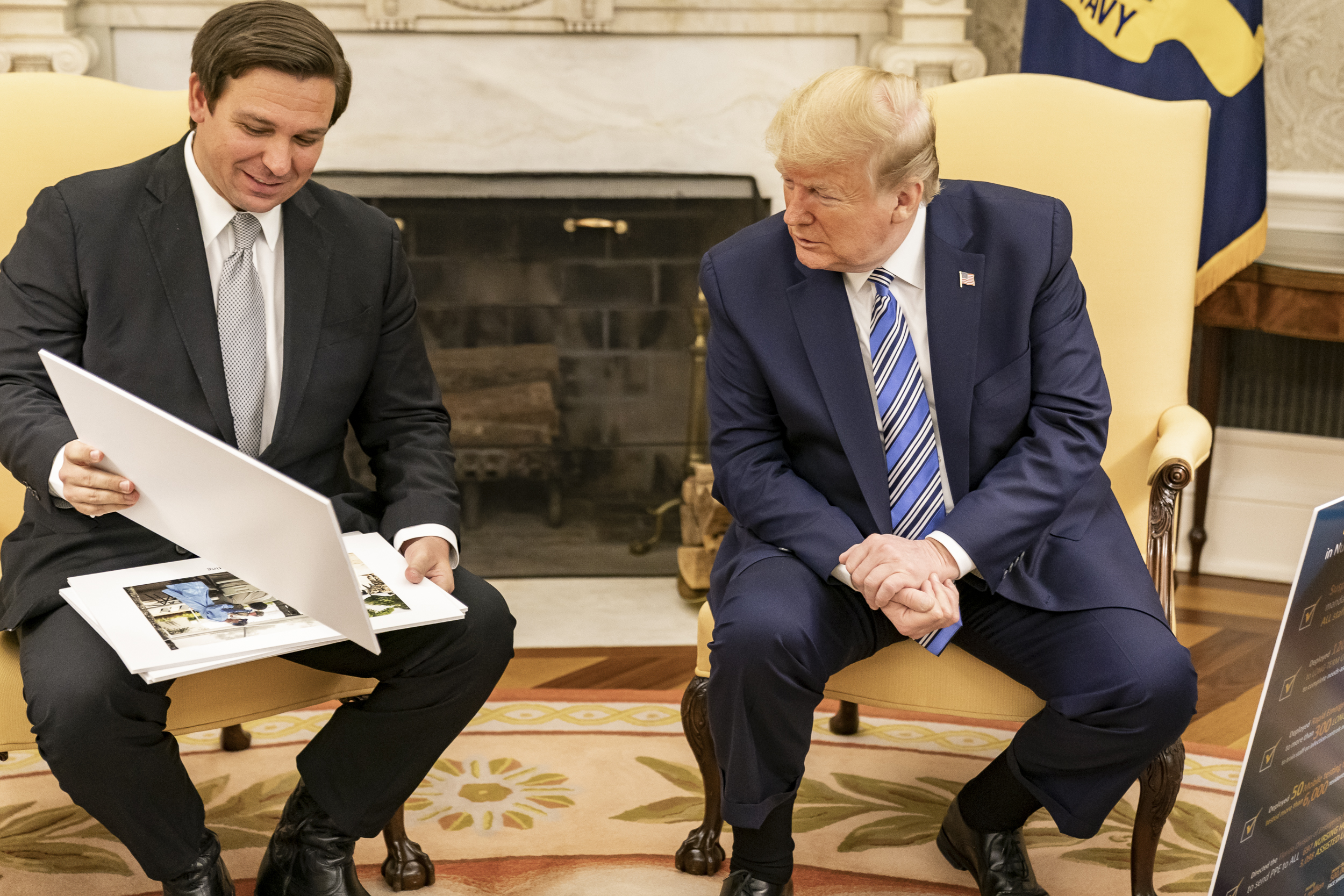
Ron DeSantis avec Donald Trump à la Maison-Blanche le 28 avril 2020.

Il est perçu comme l'un des plus grands partisans de Donald Trump avant même l'élection de celui-ci à la présidence des États-Unis. Il a déclaré que Trump est un exemple pour les enfants américains.
Pendant sa campagne de 2018 pour l'élection au poste de gouverneur de Floride, il réalise un clip de campagne où il enseigne à sa fille en bas âge à construire un mur en référence à la proposition du président de construire un mur pour contrer l'immigration illégale aux États-Unis, ou encore lui lisant des livres élogieux de Trump. Le bébé porte un pyjama où l'on peut lire « Make America Great Again », le slogan du président pour sa campagne présidentielle de 2016.
En 2023, il s'insurge contre la possibilité que la justice arrête Donald Trump, voyant derrière les ennuis judiciaires de l'ancien président l'action de George Soros, à l'instar de Trump en novembre 2018,.

### Droit à l'avortement
Il est opposé au droit à l'avortement et dénonce le Planned Parenthood, organisme de planification familiale,. En avril 2023, il approuve l'interdiction de l'avortement après six semaines de grossesse, ce qui fait de la Floride l'un des États plus restrictifs en la matière : seules les femmes victimes de viol, d'inceste ou de traite d'êtres humains ainsi que lorsque la vie de la mère est en danger pourront avorter jusqu'à quinze semaines, preuves à l'appui,.

### Enseignement
Ron DeSantis revendique mener « une guerre contre le wokisme », qu'il définit comme « la croyance que des injustices systémiques existent toujours en Amérique et qu’il faut y faire face », tout particulièrement dans les universités. Plusieurs universités publiques sont reprises en main par l’État, au mépris de la liberté académique et de l’autonomie des universités, et une partie de leurs enseignants poussés à partir. En juillet 2023, le quotidien Tampa Bay Times souligne que les départs ont atteint, en 2022, des niveaux inédits dans les universités publiques de l’État, atteignant un tiers des effectifs dans certains établissements, ce dont Ron DeSantis se félicite : « Si vous êtes un professeur d’études marxistes, ce n’est pas une perte pour la Floride si vous partez. »
Il approuve en juin 2021 une loi obligeant les étudiants et les professeurs des universités publiques à déclarer leurs opinions politiques auprès de l'État, sous prétexte de l'existence d'un risque d'endoctrinement socialiste dans celles-ci.
Le 28 mars 2022, il signe une loi interdisant d'enseigner des sujets en lien avec les questions d'orientation sexuelle ou d'identité de genre à l'école. Surnommée « Don't say gay » (« Ne parlez pas des gays » ou « ne prononcez pas le mot « gay » ») par l'opposition démocrate et les militants LGBT, la House Bill (HB) 1557 s'applique de la maternelle jusque dans les établissements pour les enfants entre huit et neuf ans. Le 22 avril de la même année, le Stop WOKE Act, abréviation de « Stop the Wrongs to Our Kids and Employees », s'oppose, quant à lui, à la présentation de l'histoire des États-Unis à travers le prisme du racisme. Entré en vigueur le 1er juillet 2022, il bannit du cadre scolaire l'enseignement de la théorie critique de la race, et interdit sa diffusion dans les lieux de travail à travers les formations obligatoires imposées jusque là aux employés par leur direction. Cette loi est critiquée publiquement par plusieurs entreprises américaines, dont la Walt Disney Company et une querelle éclate entre DeSantis, les républicains de Floride, et la Walt Disney Company. En représailles, le Sénat et l'Assemblée de Floride, contrôlés par les républicains, votent pour abroger le Reedy Creek Improvement Act (en), une loi qui octroyait à la Walt Disney Company un large contrôle sur le Reedy Creek Improvement District, un territoire sur lequel est situé le Walt Disney World Resort. Cette abrogation est signée par DeSantis le 27 février 2023.

### Peine de mort
Ron DeSantis se revendique favorable à la peine de mort.
En 2023, il défend une réforme du système judiciaire de Floride pour que la peine de mort puisse être utilisée sans l'unanimité d'un jury,.

### Port d'armes
Il est partisan du droit de port et possession d'arme et promet d'en faire un droit presque inconditionnel. En Floride, il a signé une loi autorisant les enseignants à porter des armes dans les écoles.
La National Rifle Association of America (NRA) appelle à le soutenir lors de sa candidature au poste de gouverneur de Floride.

### Droit de vote
Dans son livre Laboratories Against Democracy, le politologue Jacob Grumbach reproche au gouverneur DeSantis de restreindre le droit de vote en Floride. Une loi adoptée en 2023 impose des restrictions aux associations aidant les citoyens à s’inscrire sur les listes électorales. D'autre part, depuis 2019, il est « pratiquement impossible » pour une personne condamnée par la justice de savoir si elle est autorisée à prendre part à une élection dans cet État.

### Changement climatique
Longtemps climatosceptique, il change d'attitude en 2019, recrutant des scientifiques et conseillers en « résilience » pour préparer la Floride aux « impacts du changement climatique ».

### Politique étrangère

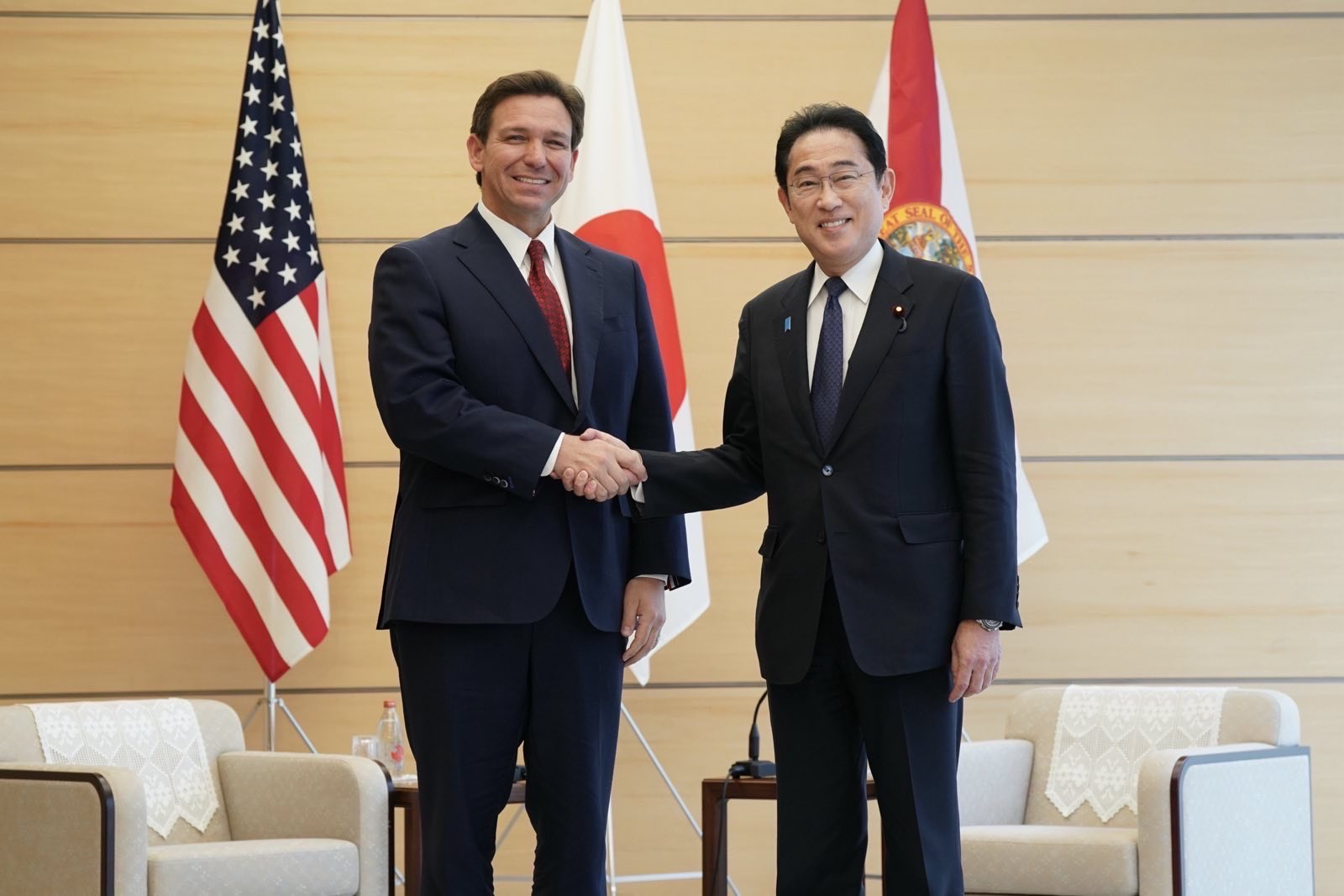
Ron DeSantis et le Premier ministre du Japon, Fumio Kishida, en 2023.

En 2016, il critique la volonté du président Barack Obama de fermer le camp de Guantánamo.
Ron DeSantis se revendique le gouverneur le plus pro-israélien des États-Unis. Il soutient que la Cisjordanie n'est pas un « territoire occupé » mais un « territoire disputé ». Jusqu'au début 2023, comme membre du Congrès puis gouverneur de la Floride, il effectue quatre voyages à l'étranger. Tous sont en Israël. Il réalise notamment un voyage en Israël avec le milliardaire Sheldon Adelson, un des parrains de la droite américaine et un soutien de Benyamin Netanyahou.  
En 2022, lors de l'invasion de l'Ukraine par la Russie, il se demande en public si la France aurait résisté face à une invasion russe, question à laquelle il répond par la négative, créant ainsi la polémique. L'année suivante, il déclare à Fox News que l'aide à l'Ukraine doit rester limitée et ne peut pas être un chèque en blanc pour Zelensky, se démarquant de ce qu’il considère être la position des démocrates, qu’il dépeint comme partisans d'une aide inconditionnelle et sans limites pour ce pays. Il avait déjà défendu cette position plus tôt, alors même que le camp républicain semblait divisé sur ce sujet.
Lors de sa campagne pour les primaires présidentielles républicaines de 2024, il envisage une intervention militaire américaine pour combattre les cartels de la drogue. En cas de non-coopération du Mexique, il propose un blocus des ports mexicains pour empêcher l'importation des composés chimiques permettant la fabrication du fentanyl. Le président mexicain, Andrés Manuel López Obrador, manifeste clairement son opposition à ce projet et menace d'appeler officiellement à ne pas voter pour le Parti républicain, jugé « inhumain et interventionniste » à travers les déclarations de Ron DeSantis.

### Note
1. ↑  Le nom de famille d'origine, Ruggiero, a été anglicisé lorsque ses ancêtres sont arrivés aux États-Unis.